# Synagoga Leona Czośniaka w Łodzi
Synagoga Leona Czośniaka w Łodzi – prywatny dom modlitwy znajdujący się w Łodzi przy ulicy Drewnowskiej 15.
Synagoga została zbudowana w 1893 roku z inicjatywy Leona Czośniaka. Mogła ona pomieścić 34 osoby. Podczas II wojny światowej hitlerowcy zdewastowali synagogę.